# Келлер, Андреас
Андреас Келлер (нем. Andreas Keller, 1 октября 1965, Западный Берлин, ФРГ) — немецкий хоккеист (хоккей на траве), полузащитник, тренер. Олимпийский чемпион 1992 года, двукратный серебряный призёр летних Олимпийских игр 1984 и 1988 годов.

## Биография
Андреас Келлер родился 1 октября 1965 года в Западном Берлине.
Играл в хоккей на траве за «Берлинер» из Западного Берлина. В его составе дважды выигрывал серебряные медали чемпионата ФРГ (1982, 1987).
В 1982 и 1985 годах в составе юниорской сборной ФРГ дважды выиграл чемпионат мира.
В 1984 году вошёл в состав сборной ФРГ по хоккею на траве на летних Олимпийских играх в Лос-Анджелесе и завоевал серебряную медаль. Играл на позиции полузащитника, провёл 7 матчей, мячей не забивал.
В 1986 году завоевал бронзовую медаль чемпионата мира, в 1987 году — чемпионата Европы.
В 1988 году вошёл в состав сборной ФРГ по хоккею на траве на летних Олимпийских играх в Сеуле и завоевал серебряную медаль. Играл на позиции полузащитника, провёл 7 матчей, забил 1 мяч в ворота сборной СССР.
В 1992 году вошёл в состав сборной Германии по хоккею на траве на летних Олимпийских играх в Барселоне и завоевал золотую медаль. Играл в поле, провёл 7 матчей, мячей не забивал.
В индорхоккее трижды выигрывал чемпионат Европы в 1984, 1988 и 1991 годах.
В 1983—1993 годах провёл за сборную ФРГ и Германии 226 матчей, в том числе 198 на открытых полях, 28 в помещении.
После окончания игровой карьеры стал тренером, работал в «Берлинере». В 2005 году с женской командой клуба выиграл чемпионат Германии, в 2010 году — чемпионат Германии с юношами.

## Семья
Андреас Келлер — член хоккейно-футбольной династии Келлеров. Его дед Эрвин Келлер (1905—1971) — серебряный призёр летних Олимпийских игр 1936 года. Отец Карстен Келлер (род. 1939) — олимпийский чемпион 1972 года. Сводный брат Флориан Келлер (род. 1981) — олимпийский чемпион 2008 года, его жена Навина Омиладе-Келлер (род. 1981) — футболистка, бронзовый призёр летних Олимпийских игр 2004 года. Сводная сестра Наташа Келлер (род. 1977) — олимпийская чемпионка 2004 года. Бабушка Келлера Хельга Акерман также играла за сборную Германии по хоккею на траве.